# Echinocereus triglochidiatus
Espèce
Classification phylogénétique
Statut de conservation UICN

 LC  : Préoccupation mineure
Statut CITES
Echinocereus triglochidiatus est une espèce de cactus (famille des Cactaceae) qui vit dans les zones désertiques du sud des États-Unis et du Mexique. Il forme souvent des buissons qui, lors de la floraison, portent des fleurs rouges.

## Description morphologique

### Appareil végétatif
Les tiges épineuses de ce cactus pérenne, quasi sphériques ou cylindriques, peuvent se présenter isolées ou en paquets de forme globalement hémisphérique chez les plants plus âgés (qui peuvent réunir jusqu'à 500 tiges). Ces tiges de couleur verte ou vert-bleuté mesurent jusqu'à 70 cm de long (généralement de 5 à 40 cm), pour 7,5 à 10 cm, voire 15 cm d'épaisseur. Elles présentent de 5 à 12 côtes, parfois interrompues, à la crête légèrement ondulée. Elles portent des tubercules plus ou moins visibles,.
Les épines aux formes très variables, blanches, jaunes, grises ou noires se présentent par groupes de 2 à 16. Elles mesurent de 5 à 12 cm de long (mais il existe des individus dépourvus d'épines),,. Les épines centrales sont difficiles à distinguer des épines radiales.
Lorsque les fleurs sont absentes, ce cactus est difficile à distinguer du taxon Echinocereus coccineus var. paucispinus, ainsi que de l'espèce Echinocereus fendleri.

### Appareil reproducteur

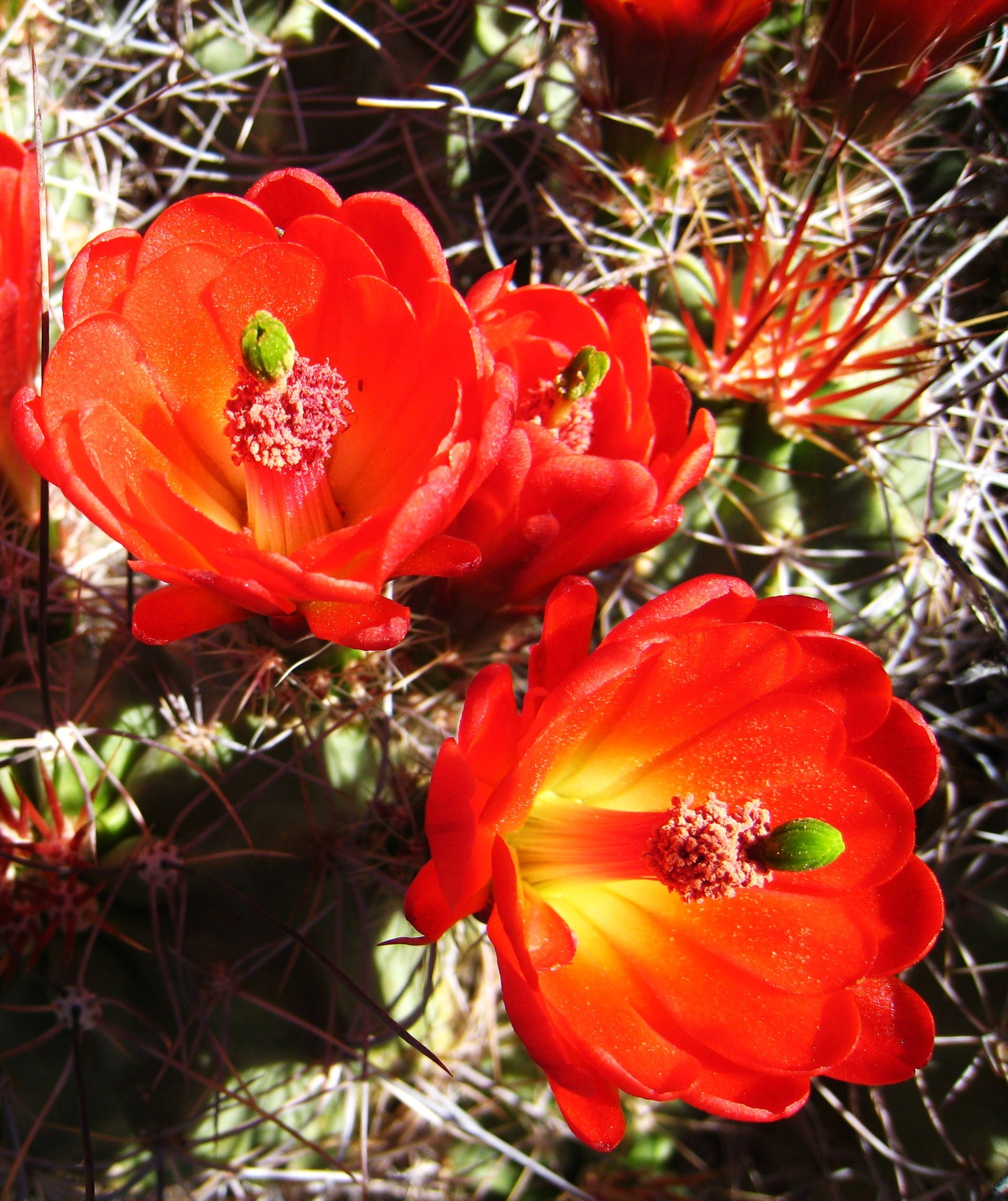
Détail des fleurs

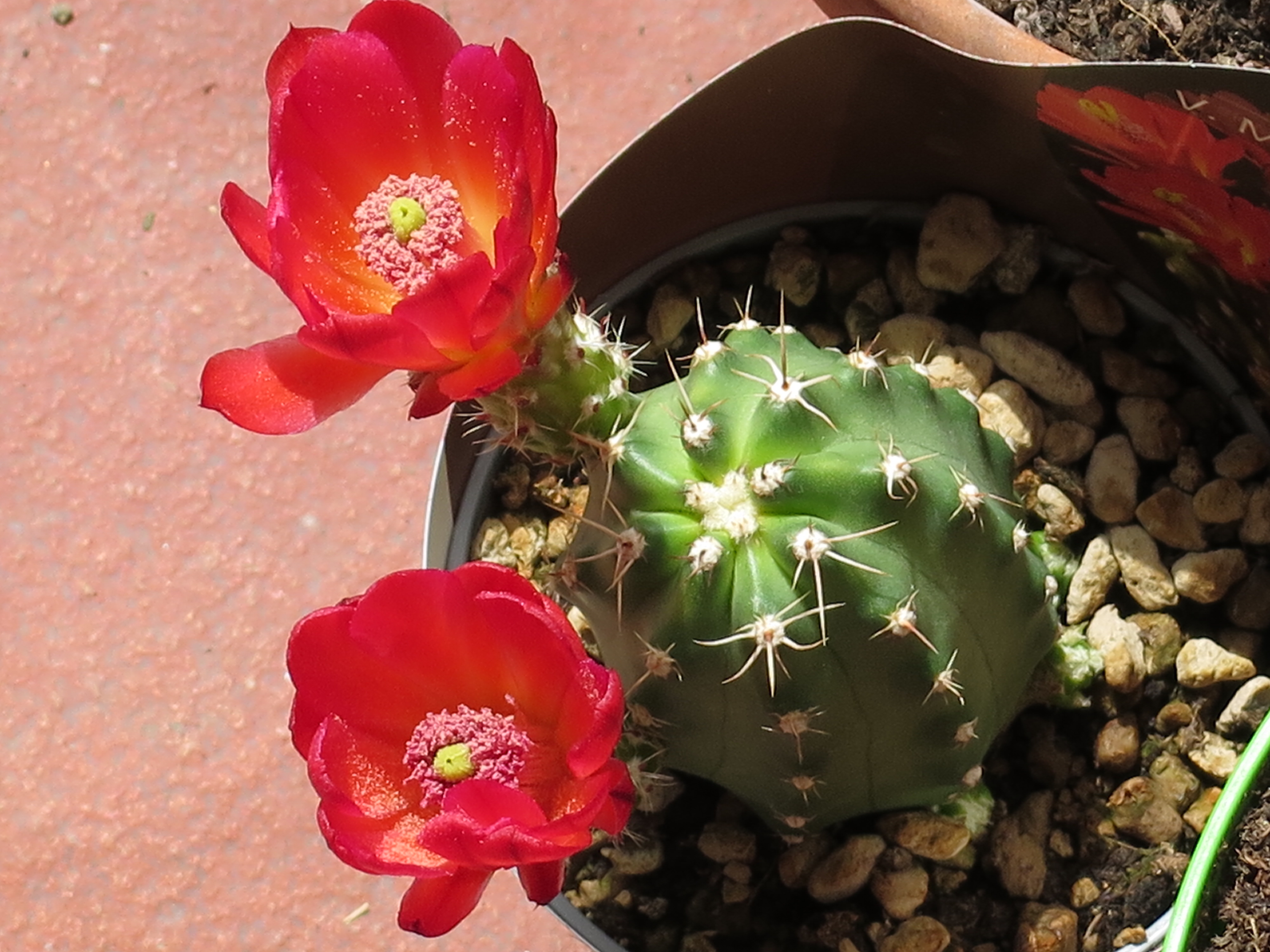
v. mojavensis inermis

Les fleurs apparaissent d'avril à mai/juin au sommet des tiges. Les fleurs peuvent durer deux ou trois jours ; elles ne s'ouvrent que de jour. Leur diamètre est de 3,1 à 5 cm et elles présentent de nombreux tépales d'un rouge écarlate ou orangé éclatant. Les anthères sont de rouge à pourpre. Ces fleurs possèdent une chambre à nectar pouvant mesurer jusqu'à 10 mm et un ovaire épineux,. Elles sont pollinisées par les colibris.
Les fruits mettent entre 2 mois et 2 mois et demi à parvenir à maturité. Ils ont une longueur de 2 à 3,5 cm pour un diamètre de 1 à 1,5 cm et sont vert-jaune, roses ou rouges à pulpe blanche, et portent en surface quelques épines qui peuvent tomber à maturité,. Les fruits mûrs sont comestibles,. Les graines, de forme sphérique à ovoïde, portent des tubercules et sont généralement noires.

## Répartition et habitat
Ce cactus pousse préférentiellement sur les zones caillouteuses désertiques ou dans les zones boisées des montagnes arides, entre 1000 et 2800 m d'altitude.
On le trouve souvent en association avec les communautés végétales Larrea tridentata, Pinus-Juniperus ou Yucca brevifolia.
Son aire de répartition, au nord, couvre une partie des États de Californie, Utah, Colorado et Texas aux États-Unis, et va, au sud, jusque dans le nord du Mexique.
Il est très résistant à la sécheresse ainsi qu'à la chaleur et au froid extrêmes (-25 °C)[source insuffisante], mais demande beaucoup de lumière et un sol bien drainé.

## Taxinomie
L'espèce a été décrite en 1848 par le médecin et botaniste d'origine allemande George Engelmann dans Memoir of a Tour to Northern Mexico.
Autrefois, Echinocereus triglochidiatus regroupait différents taxons diploïdes et tétraploïdes qui étaient considérés (entre autres par Benson, 1969 et 1982) comme de la même espèce. Ces taxons sont désormais séparés: les tétraploïdes ont été rapprochés de l'espèce mexicaine Echinocereus polyacanthus Engelmann, et forment l'espèce Echinocereus coccineus. Les diploïdes ont été séparés en deux espèces : Echinocereus triglochidiatus et Echinocereus arizonicus.
Selon ITIS, cette espèce comprend trois variétés:
- Echinocereus triglochidiatus var. mojavensis (Engelm., Bigelow) Benson L.
- Echinocereus triglochidiatus var. toroweapensis (Fischer P.C.)
- Echinocereus triglochidiatus var. triglochidiatus (Engelm.)

Cependant, certains auteurs refusent encore de séparer les individus diploïdes et tétraploïdes. Par exemple, selon le site du Missouri Botanical Garden, Tropicos.org, il y aurait toujours plusieurs sous-espèces valides, toutes décrites récemment:
- Echinocereus triglochidiatus subsp. acifer (Otto) U. Guzmán 2003
- Echinocereus triglochidiatus subsp. coccineus (Engelm.) U. Guzmán 2003
- Echinocereus triglochidiatus subsp. huitcholensis (F.A.C. Weber) U. Guzmán 2003
- Echinocereus triglochidiatus subsp. mojavensis (Engelm. & J.M. Bigelow) W. Blum & Mich. Lange 1998
- Echinocereus triglochidiatus subsp. pacificus (Engelm.) U. Guzmán 2003
- Echinocereus triglochidiatus subsp. polyacanthus (Engelm.) U. Guzmán 2003
- Echinocereus triglochidiatus subsp. triglochidiatus Engelm., 1849

## Statut et préservation
Cette espèce est menacée par la collecte illégale, par l'écrasement dû aux véhicules tout-terrain, mais aussi par d'autres activités humaines (mines, construction de routes, construction de lignes électriques ou téléphoniques, etc.).
Elle bénéficie de mesures de protection en Arizona. Elle est aussi protégée par le CITES en annexe II depuis 1975 et par la Communauté européenne en annexe B depuis 1997.